# Plaça Baquedano
La Plaça Baquedano és una plaça ovoide situada en la comuna de Providència, a la ciutat de Santiago, Xile, en el límit amb les comunes de Santiago pel ponent i Recoleta pel norponent.
La intersecció giratòria és coronada pel Monument al General Baquedano, un dels artífexs de la victòria xilena en la guerra del Pacífic davant Bolívia i el Perú (1879-1883), feta per l'escultor xilè Virginio Arias i inaugurada el 1928.
És el centre de la celebració d'assoliments nacionals i és coneguda popularment com a «Plaza Itália» pel seu nom anterior, entre 1910 i 1928.
Esta rodejada per l'inici de l'Avinguda Providència, que és la continuació est de l'Avinguda Libertador General Bernardo O'Higgins, on comença l'Avinguda Vicuña Mackenna. Al nord està el Parc Balmaceda; a l'est, la Torre Telefónica; al sud, el Teatre Universitat de Xile; a l'oest, el Parc Forestal i a baix, l'estació Baquedano del Metre de Santiago.
Segons l'historiador xilè Armant de Ramón, el lloc va ser batejat com Plaza La Serena el 1875 com a homenatge a la ciutat xilena de la Província de Coquimbo; el 1892 va ser rebatejat com Plaza Colón amb el cognom del navegant Cristóbal Colón amb motiu dels 400 anys del Descobriment d'Amèrica. Després, amb la celebració del centenari de la independència de Xile, el govern italià va donar el Monumento al Genio de la Libertad de l'artista Roberto Negri, i com a agraïment al país europeu va passar a ser anomenada Plaza Itàlia el 1910, fins al 1928. El 2018 va integrar el Circuit de carrer de Santiago utilitzat pel Santiago ePrix de la Fórmula E i va albergar el podi. El 25 d'octubre de 2019, més d'1,2 milions de persones es van reunir a la plaça amb motiu de les protestes per la desigualtat social al país i exigir la posada en marxa de profundes reformes socials.